# Baruch Goldstein
Baruch Goldstein, född 9 december 1956 i Brooklyn i New York, USA, död 25 februari 1994 i Hebron, Västbanken, var en amerikansk-israelisk läkare, terrorist och bosättare. 25 februari 1994 sköt Goldstein, iförd en israelisk arméuniform, ihjäl 29 och skadade ett hundratal palestinier vid Ibrahimimoskén i Hebron på Västbanken. Han dödades under attacken. Dådet skedde under den judiska högtiden Purim och kom att kallas massakern i Hebron.
Goldstein, som växte upp i New York, omfattade tidigt sionistiska tankar men drog sig till en extrem högerfalang därav, kopplat till den så kallade Jewish Defense League (JDL) under rabbinen Meir Kahane. Goldstein emigrerade 1983 till Israel, var vid tiden för massakern bosatt i bosättningen Kiryat Arba och var aktiv i Kach-rörelsen. Det rapporterades att han som militärläkare genomgående vägrat att behandla icke-judar, även de som tjänstgjorde i Israels försvarsmakt.
Goldsteins gravplats är numera ett pilgrimsmål för judar på den yttersta högerkanten som firar massakern i Hebron. En inskription på graven lyder:
| ”            | Till den heliga Baruch Goldstein, som gav sitt liv för det judiska folket, Toran och nationen Israel | „ |
| – Källa: BBC | |   |